# Malá Ida
Malá Ida (Hongaars: Kisida) is een Slowaakse gemeente in de regio Košice, en maakt deel uit van het district Košice-okolie.
Malá Ida telt 1.357 inwoners.